# Image (Luna Sea)
Image è il secondo album del gruppo musicale giapponese Luna Sea, pubblicato nel 1992 dalla MCA.

## Tracce
Testi di Ryuichi.
1. Call for Love – 0:42 (musica: Sugizo)
2. Dejavu – 3:54 (musica: Sugizo)
3. Mechanical Dance – 5:05 (musica: J)
4. Wall – 4:55 (musica: Sugizo)
5. Image – 5:41 (musica: Inoran)
6. Search for Reason – 7:10 (musica: Sugizo)
7. Imitation – 3:22 (musica: J)
8. Vampire's Talk – 6:16 (musica: Inoran)
9. Symptom – 2:15 (musica: Sugizo)
10. In Mind – 3:54 (musica: J)
11. Moon – 7:10 (musica: Sugizo)
12. Wish – 4:58 (musica: J)